# 鷲の戦士

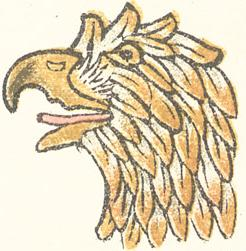
Image totem of a eagle warrior

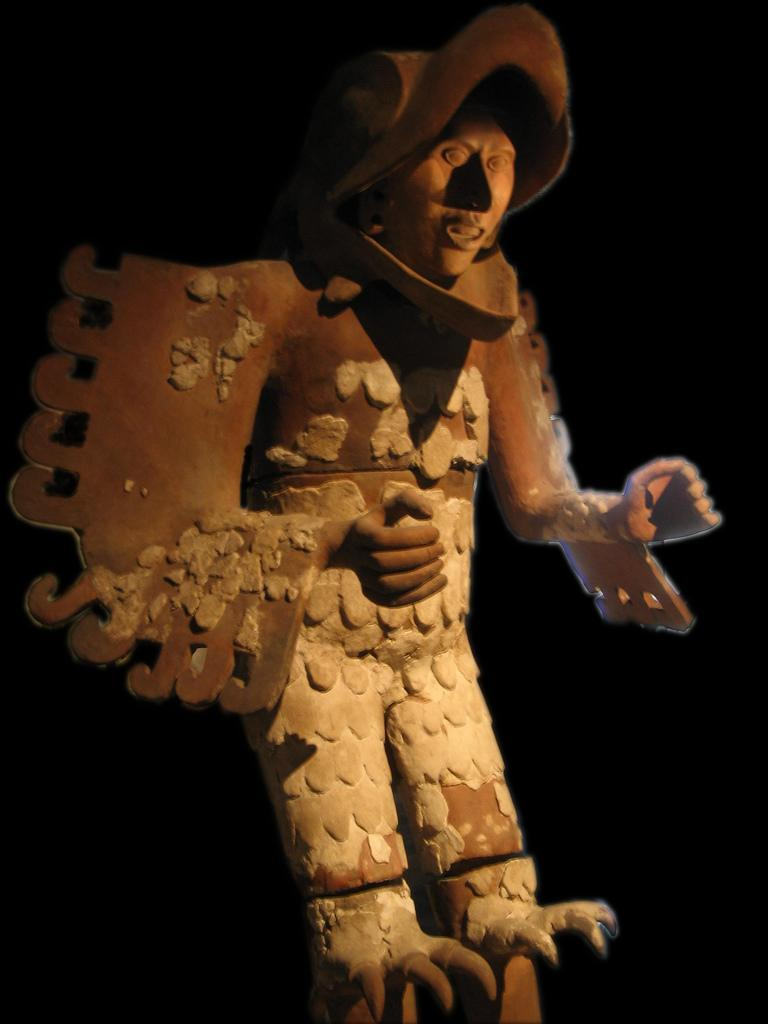
テノチティトランのテンプロ・マヨール発掘中に発見された鷲の戦士(cuāuhtli)の像

鷲の戦士（わしのせんし、ナワトル語：cuacuauhtin(複), cuauhtli(単)）とは、アステカのエリート貴族戦士の戦士団。太陽神ウィツィロポチトリの戦士で、鷲の羽根から作った大きく色とりどりの羽飾りを付け、鷲の頭の形をした被り物をかぶっていた。武器は棍棒に黒曜石の刃を埋めた剣マークアウィトル(macuahuitl)、同様にして作られた槍テポストーピーリー、投矢器アトラトル(ahtlatl)などを用いた。その他、同じエリート貴族戦士の戦士団である、ジャガーの戦士やコヨーテの戦士、髑髏の戦士などと同じく、綿を詰めた戦いの衣装をまとい、彩色した羽毛で飾った盾や旗印も持っていた。 
鷲をトーテムにしている事もあり、鷲の戦士は軽装で、機動力に優れた部隊であり、ほかの戦士団が主力戦力として敵に真正面からぶつかって行くのに対して偵察や奇襲、ゲリラ戦などを行っていた。
鷲の戦士は、ジャガーの戦士に比べると戦士としての経験が浅く、身分の低い者で構成された戦士団でもあるために、戦場で捕虜を捕まえるなどして手柄を立てる事によってより精鋭の部隊へと昇進していった。
アステカ帝国の首都だったテノチティトラン、現在のメキシコシティからは鷲の戦士の土偶や新兵を鷲の戦士に育成するための鷲の家と呼ばれる建造物が発掘されている。